# Абдель Азиз Салем
Абдель Азиз Абдаллах Салем (араб. عبد العزيز سالم‎; годы рождения и смерти — неизвестны) —  египетский инженер, первый президент и один из основателей в 1957 году Африканской конфедерации футбола. Президент Египетской футбольной ассоциации.
C 1952 по 1959 год был президентом Футбольной ассоциации Египта, позже на этом посту его сменил министр обороны Абдель Хаким Амер. Первый африканский член Исполнительного комитета ФИФА. 
В июне 1957 года участвовал в работе совещания, на котором было принято решение о создании Африканской конфедерации футбола (CAF). Был избран первым президентом (с 1957 по 1958 год).
Именем Абдель Азиза Салема назван первый Кубок Африки по футболу